# Amador Romaní
Amador Romaní i Guerra (Capellades, 1873-1930) fue un arqueólogo español aficionado que ejercía en una industria papelera y es conocido por el importante descubrimiento del Abric Romaní de Capellades (y de la Estación Agut de la misma localidad) que se ha convertido en una pieza clave para entender el mundo del Neandertal.
En 1899, participó en una excursión científica organizada por Antonio Zulueta que se convirtió en el primer contacto de Romaní con la arqueología, en esta expedición descubrieron una cueva en el risco del Capelló. El 9 de agosto de 1909, después de excavar el risco Fossar Vell como aficionado desde 1905, Amador Romaní con la compañía de su hijo Conrado descubrieron los primeros restos arqueológicos de lo que actualmente conocemos como el Abric Romaní: 

[...] grande fue nuestra alegría: al llegar a unos 0,50 metros apareció de golpe un cambio de color de la tierra una vez extraído un grueso de ella en aquella profundidad, y entre la mediocridad de esta nueva capa, aparecieron los primeros estallidos de silex con una punta musteriana. [...] Visto el éxito de la exploración, y satisfechos del hallazgo, tan importante que no pudimos, yo particularmente, emprender tal exploración.
 Extracto literal del cuaderno de notas de Amador Romaní.

Al superar la magnitud del hallazgo, decidió contactar con el geólogo Norbert Font i Sagué, recibiendo respuesta el 28 de septiembre indicándole que el Instituto de Estudios Catalanes se encargaría de los gastos y que las tareas de excavación serían dirigidas por Font i Sagué con el catedrático Manuel Cazurro. En aquellos años se encontraron restos óseos de animales y una gran cantidad de piezas líticas. A partir de ese momento Romaní excavaría bajo la dirección del Instituto, donde recogía materiales y plantearía una simple estratigrafía. En junio de 1910, al morir Font y con la pérdida parcial de interés por parte del IEC para la excavación, decidió hacerse cargo de los gastos de excavación del yacimiento y buscó otras amistades, como el naturalista Faura i Sans, para seguir adelante. Amador Romaní siguió en contacto, poco tiempo después, con el sustituto de Font, Luis Mariano Vidal. Sin el apoyo institucional del IEC ni de ningún otro estamento oficial, siguió adelante hasta que el año 1915 que fue a vivir con su esposa a Villanueva y Geltrú.
Durante los años que duraron las excavaciones en el Fossar Vell fue recogiendo los resultados de los avances del yacimiento y de otras excavaciones menores en un cuaderno titulado Atlas constituido con 459 páginas con fotografías, topografías, esquemas, mapas y resúmenes de las incursiones.
En Vilanova, Romaní trabajó en el Museo de Víctor Balaguer, ejerciendo tareas de catalogación e inventario. No sería hasta su regreso a Capellades, ya con un estado de salud muy débil, después de la muerte bastante seguida de tres de sus cuatro hijos, cuando retomó el proyecto del Abric de Romaní y la creación de un museo arqueológico para la villa. Sin embargo, ninguno de los dos proyectos los pudo llevar a cabo ya que el 2 de diciembre de 1930 falleció.
En el año 1956, cuando se reanudaron las excavaciones del Fossar Vell, ya rebautizado como Abric de Romaní en memoria de su descubridor, por parte de Eduardo Ripoll y el Museo Arqueológico de Barcelona.